# Alessandro Striggio, o Jovem
Alessandro Striggio, o Jovem (Mântua, ca. 1573 – Veneza, 8 de junho de 1630) foi um libretista, músico, jurista e diplomata da Itália, conhecido especialmente graças à sua associação com Claudio Monteverdi.
Era filho do compositor Alessandro Striggio, o Velho, e da cantora e alaudista Virginia Vagnoli, e deles recebeu instrução musical. Trabalhou como secretário do duque de Mântua por vinte anos, após terminar seu curso de Direito. Foi embaixador em Milão e por seus serviços foi nobilitado com o título de marquês.
Nas artes sua principal obra é o libreto que escreveu para a primeira ópera de Monteverdi, L'Orfeo, que se tornou um marco na tradição operística. Outra de suas criações foi o libreto para o balé Tirsi e Clori, do mesmo compositor. Foi membro da Accademia degli Invaghiti e tocou na orquestra ducal. Faleceu de peste em Veneza enquanto realizava uma missão diplomática.